# D1005 (Haute-Savoie)
De D1005 is een departementale weg in het Oost-Franse departement Haute-Savoie ten zuiden van het Meer van Genève. De weg loopt van de westelijke grens met Zwitserland via Thonon-les-Bains naar de oostelijke grens met Zwitserland. In het westen loopt de weg verder naar Genève. In het oosten loopt de weg als Hauptstrasse 21 verder naar Montreux.

## Geschiedenis
Oorspronkelijk was de D1005 onderdeel van de N5. In 2006 werd de weg overgedragen aan het departement Haute-Savoie, omdat de weg geen belang had voor het doorgaande verkeer. De weg is toen omgenummerd tot D1005.